# Limnoria carinata
Limnoria carinata is een pissebed uit de familie Limnoriidae. De wetenschappelijke naam van de soort is voor het eerst geldig gepubliceerd in 1957 door Menzies & Becker.